# ランドスペース
ランドスペース（英語: LandSpace Technology Corporation）または藍箭航天（らんせんこうてん、簡体字中国語: 蓝箭航天空间科技股份有限公司）は、中華人民共和国の民間航空宇宙企業。2015年に張昌武により創設された。
北京市に本拠を置く他、浙江省に複数の航空宇宙インフラ施設を保有する。その中には嘉興市の15億ドルの中大型液体ロケットの組み立て・試験工場や、湖州市の知的生産拠点なども含まれている。
ランドスペースが最初に開発したのは固体燃料ロケットの朱雀1号で、2018年10月に初打ち上げを行ったが、3段目の問題により軌道投入には成功しなかった。次いで開発したのが液体燃料ロケットの朱雀2号で、メタンを燃料とする天鵲11/天鵲12エンジンを搭載する。初打ち上げは2022年12月に行われたが軌道に到達しなかった。しかし2023年6月の二度目の打ち上げで軌道投入に成功。軌道に到達した史上初のメタン系ロケットとなった。

## ロケット

### 朱雀1号

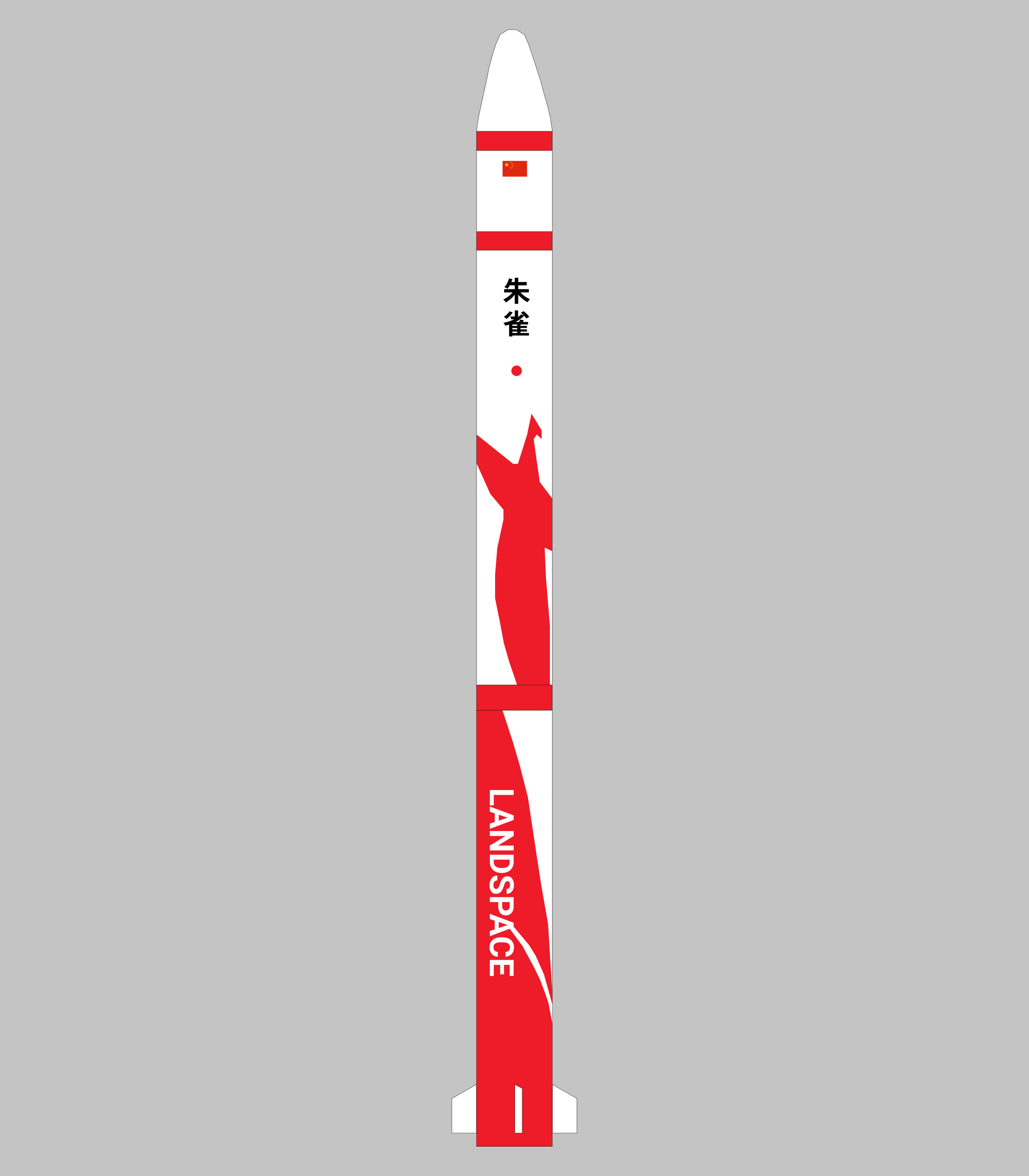
朱雀1号

朱雀1号 (Zhuque-1, ZQ-1) またはランドスペース1 (LandSpace-1, LS-1)は、全長19 mの3段式の小型の固体燃料ロケットである。直径は全ての段が1.35 m。中国人民解放軍のDF-26弾道ミサイルのロケットモーターをベースにしたものと推測される。朱雀1号は離陸重量が27 t、推力は45 tfで、300 kgのペイロードを高度300 kmの低軌道に投入する計画であった。
朱雀1号の初打ち上げは、2018年10月27日に酒泉衛星発射センターの移動式プラットフォームより中国中央電視台のWeilai-1衛星を搭載して行われた。1段目/2段目の点火とフェアリングの分離には成功したが、3段目の問題によりペイロードは軌道に投入されなかった。 朱雀1号は中国の民間企業によるロケットとして初めて衛星軌道への打ち上げを試みたロケットとなった。
固体ロケットモーターの製造元とランドスペースの契約が終了したことが報じられており、これにより朱雀1号は1機で終了するのではとの推測がなされた。実際に打ち上げ後、ランドスペースはシンプルな固体燃料の朱雀1号から、メタン燃料の朱雀2号の開発に移行すると発表した。

### 朱雀2号

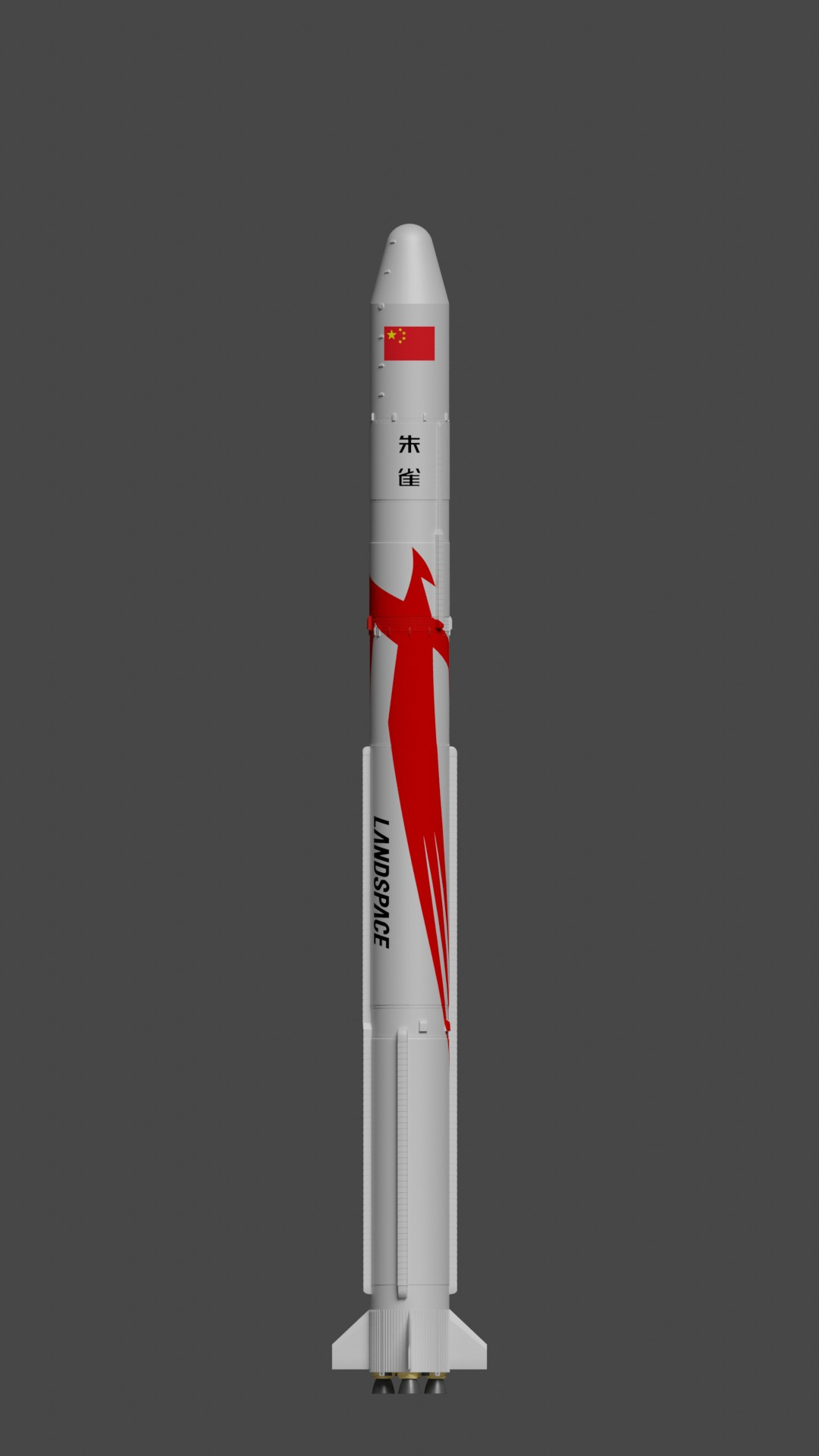
朱雀2号

朱雀2号 (Zhuque-2, ZQ-2) は、液体酸素と液体メタンを燃料とする中型の液体燃料ロケットである。高度200 kmの低軌道に6,000 kg、または高度500 kmの太陽同期軌道に4,000 kgのペイロードを投入する能力を持つ。 当初は2020年の初打ち上げが計画されていたが、遅延を経て最終的に2022年12月に打ち上げられるも失敗。2023年7月12日の2回目の打ち上げで初めて軌道投入に成功した。この成功により、朱雀2号はメタンを燃料とするロケットで史上初めて軌道に到達した機体となった。

### 朱雀3号
朱雀3号 (Zhuque-3, ZQ-3) は、液体酸素と液体メタンを燃料とする大型の液体燃料ロケットである。1段目は再使用も可能な計画で、1段目を地上回収する場合で低軌道に12,500kg、使い捨ての場合で21,000 kgのペイロードを投入する能力を持つ。2023年現在開発中で、2025年の初打ち上げが計画されている。